# Liste des jardins zoologiques et aquariums du Québec
La province de Québec, au Canada, compte plusieurs petits et grands jardins zoologiques et parcs animaliers où des espèces animales sont présentées en captivité ou semi-captivité.  En voici la liste, par région. Les sites majeurs sont les sites présentés tels quels par Tourisme Québec. Ils accueillent 50 000 visiteurs et plus annuellement[réf. souhaitée].

## Région de l'Abitibi-Témiscamingue
- Le Refuge Pageau est situé à Amos et accueille dans des enclos ouverts au public les animaux sauvages retrouvés blessés ou orphelins. Site Internet officiel: http://www.refugepageau.ca

## Région duBas-Saint-Laurent
- Animafaune — Le Moulin des Découvertes, maintenant fermé, était situé à Saint-Fabien.  Il représentait des expositions sur la faune et le patrimoine de la région ainsi que plusieurs animaux représentatifs de la faune terrestre et ailée du Québec, que l'on peut observer à partir d'une passerelle.

## Région desCantons-de-l'Est

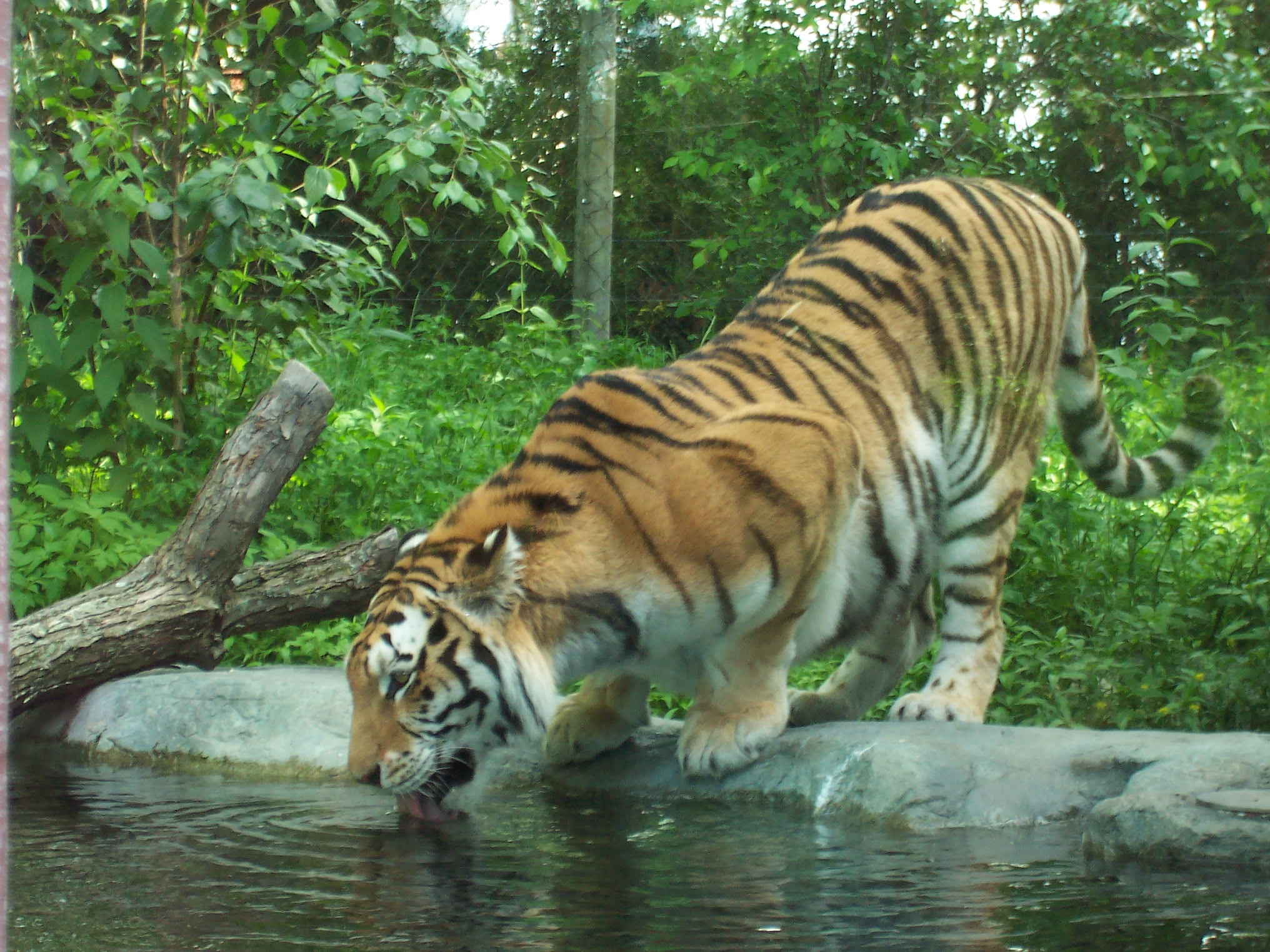
Tigre du Zoo de Granby.

- Le Zoo de Granby est situé à Granby. Le plus important zoo du Québec en termes de spécimens (plus de 800) est spécialisé dans la faune exotique. Un parc de loisirs aquatique (Amazoo) y est également aménagé.  Site Internet officiel: http://www.zoodegranby.com/ (Site majeur)

- Le Zoo et sanctuaire d'oiseaux exotiques Icare est situé à Roxton Pond.  Le zoo est maintenant fermé pour les visiteurs, mais l'entreprise continue à élever les oiseaux exotiques.  Site Internet officiel: inconnu
- Estrie Zoo, maintenant fermé, était un petit zoo familial situé à Valcourt. On y retrouvait 150 spéciments de 50 espèces différentes.

## Région de laCapitale-Nationale

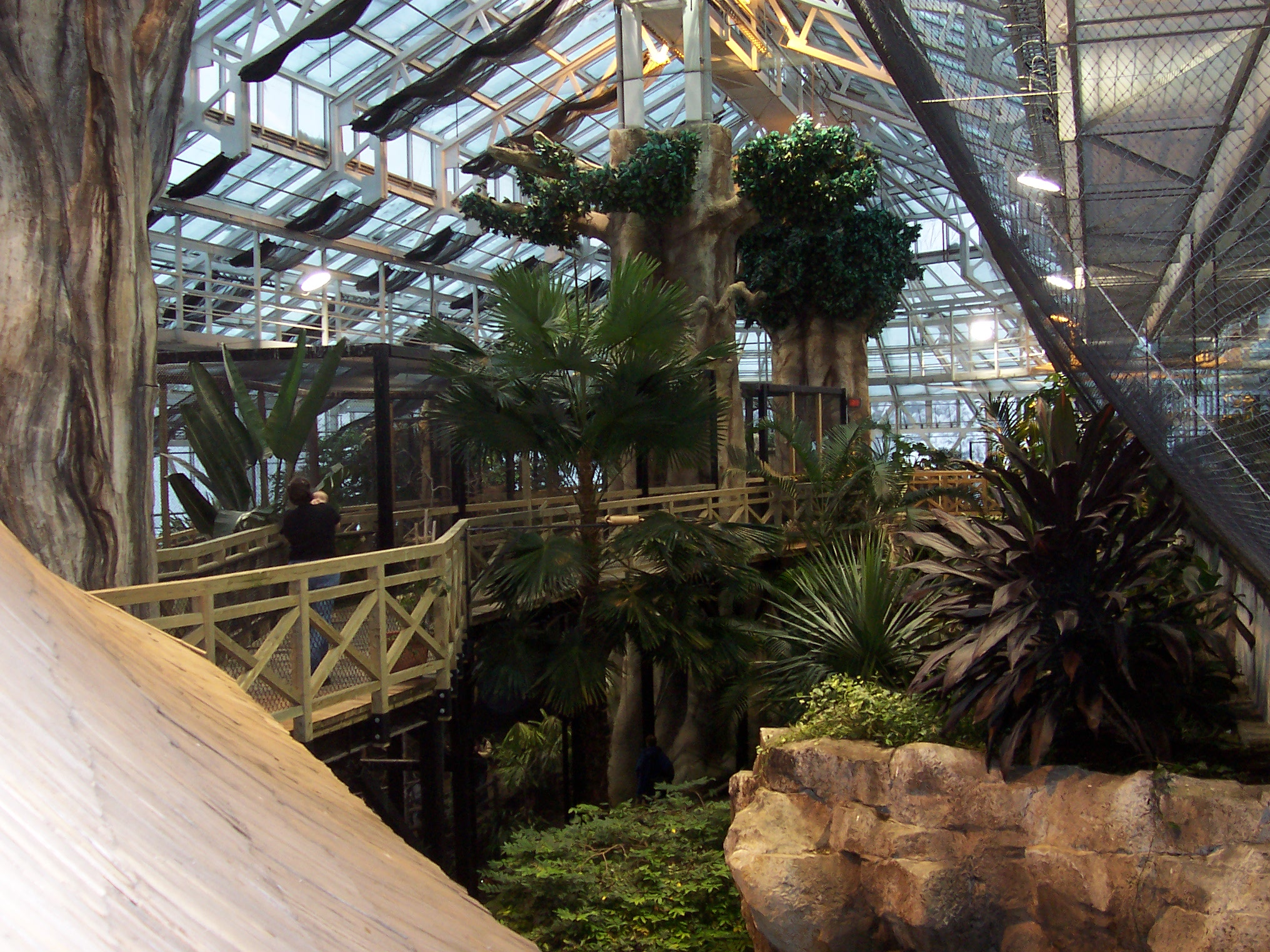
Serre indo-australienne du Jardin zoologique du Québec.

- Le Jardin zoologique du Québec était situé dans la Ville de Québec; il fut fermé par décret gouvernemental le 31 mars 2006. Il était spécialisé dans la présentation de jardins thématiques et de la faune aviaire, sans négliger les espèces de mammifères.  On y présentait 750 spécimens de 300 espèces différentes.  (Ancien site majeur)

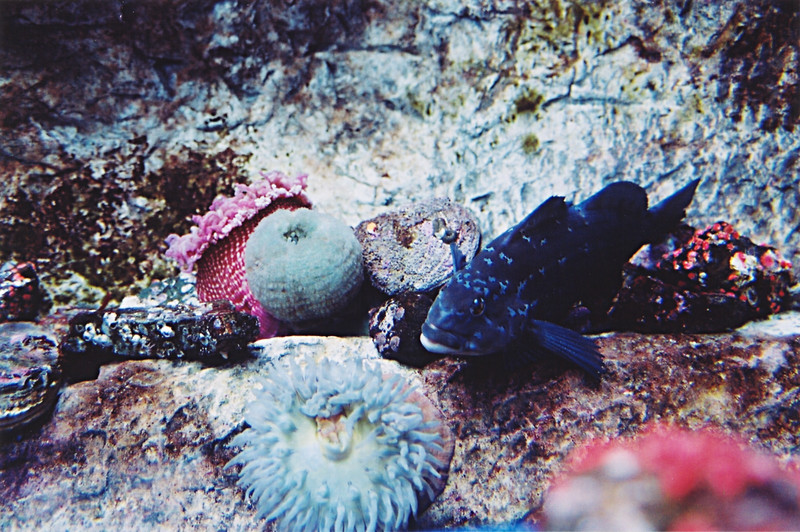
Parc-Aquarium du Québec

- Le Parc-aquarium du Québec est situé dans la Ville de Québec. Il est spécialisé dans la présentation de la faune aquatique nord-américaine et arctique, mais présente également des espèces d'autres régions du monde.  Site Internet officiel : http://www.sepaq.com/paq/fr/ (Site majeur)
- Le parc animalier Zoofari est localisé à l'Ange-Gardien sur la Côte-de-Beaupré près de Québec. Il est un mariage entre un parc naturel et un zoo. Plusieurs espèces animales sont en semi-liberté parmi les visiteurs et l'activité proposée est la randonnée d'observation. Ouvert en septembre 2014, il compte à ce moment près de 14 espèces animales.Lien vers le site Internet: http://zoofari.ca [1]

## Région duCentre-du-Québec
- Le Centre de la biodiversité du Québec est situé dans le secteur Sainte-Angèle-de-Laval dans la ville de Bécancour. Site Internet officiel : http://www.biodiversite.net/

## Région deChaudière-Appalaches
- Le Pavillon de la faune est situé à Stratford. En plus d'une collection d'animaux naturalisés présentés dans des décors naturels, on peut y observer des spécimens vivants de carnivores (cougar, ours, loups...).  Site Internet officiel: http://www.pavillondelafaune.com/

- Le Zoo Miller est situé à Frampton. Il fait l'objet de la série Un zoo pas comme les autres depuis 2018. Site Internet officiel: http://www.millerzoo.ca

## Région de laGaspésie
- Le Bioparc de la Gaspésie est situé à Bonaventure en Gaspésie.  Il présente des espèces végétales et animales de cinq écosystèmes présents dans la péninsule gaspésienne: la baie, le barachois, la forêt, la rivière et la toundra.  Site Internet officiel: http://www.bioparc.ca

- Exploramer est situé à Sainte-Anne-des-Monts en Gaspésie.  Il présente des expositions thématiques sur la mer, dont un aquarium comptant 21 bassins, lesquels hébergent des spécimens de poissons et autres organismes marins.  Site Internet officiel: http://www.exploramer.qc.ca/

## Région desÎles-de-la-Madeleine
- L'Aquarium des Îles est situé à Havre-Aubert aux îles de la Madeleine.  Il présente des représentants de poissons, crustacés et phoques indigènes aux Îles. Site Internet officiel: http://www.tourismeilesdelamadeleine.com/magdalen-islands/rd-2-aquarium-des-iles.cfm?liste=1

## Région desLaurentides
- L'Exotarium est situé à Saint-Eustache sur la Rive-Nord de Montréal.  C'est une ferme des reptiles.  On y retrouve grenouilles, lézards, crocodiles, serpents et tout autres animaux de ce genre.  Site Internet officiel: http://web.me.com/hervemaranda/exotarium/accueil.html

## Région deLaval
- Le Centre de la nature de Laval regorge d'une foules d'activités récréatives et éducatives ouvert à l'année.  On y retrouve plusieurs jardins, une serre, une ferme et une aire d'observation des cerfs de Virginie.  Site Internet officiel: http://www.centredelanature.laval.ca/

## Région de laMauricie
- Le Zoo de Saint-Édouard aujourd'hui fermé pour cause de négligence des animaux[2], était situé à Saint-Édouard-de-Maskinongé. Site Internet officiel: http://www.betes.com

## Région de laMontérégie
- Le Parc safari de Hemmingford contient un circuit routier permettant d'observer des animaux de l'Amérique, de l'Europe, de l'Océanie et de l'Asie évoluant en semi-liberté (cerfs, bovidés, etc), un circuit piéton permettant d'observer divers carnivores et primates depuis passerelles ou tunnels vitrés et un centre aquatique pour enfants.  Site Internet officiel: http://www.parcsafari.com (Site majeur)

- Chouette à voir, situé à Saint-Jude, est un lieu de réhabilitation des oiseaux de proie.  Observation et spectacles d'oiseaux de proie sont au rendez-vous.  Site Internet officiel: http://www.uqrop.qc.ca/www-officiel/fr/index.php

## Région deMontréal

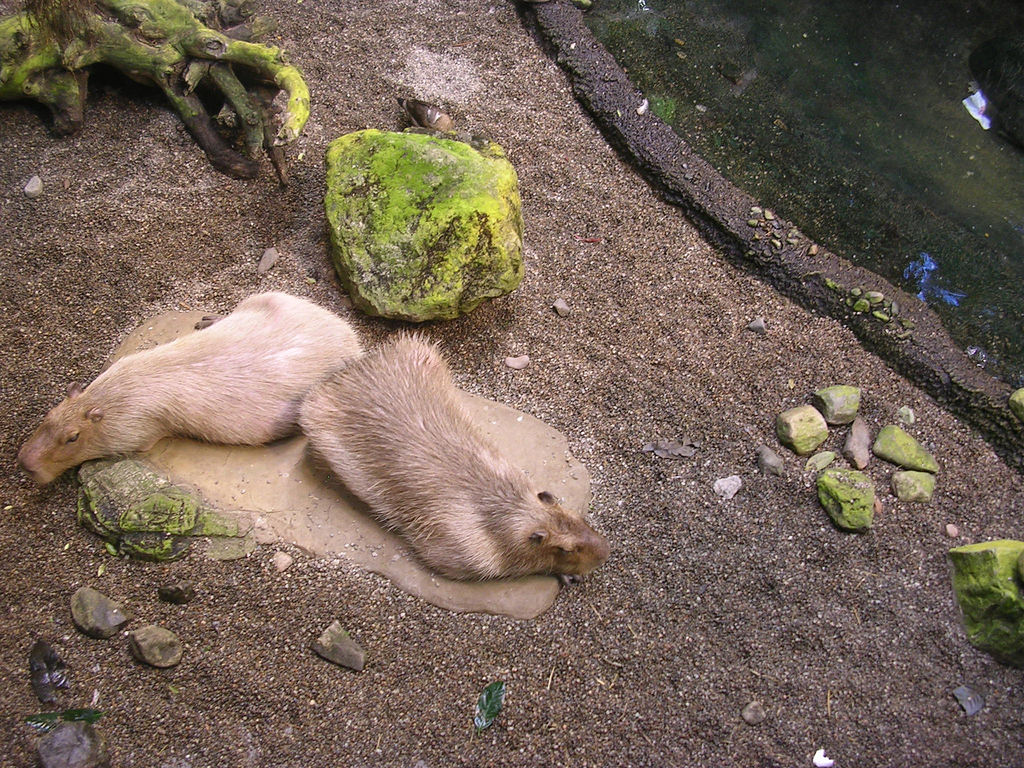
Capybaras au biodôme

- Le Biodôme de Montréal est aménagé dans l'ancien vélodrome olympique.  On y a recréé quatre écosystèmes (forêt tropicale, forêt laurentienne, Saint-Laurent marin, Arctique et Antarctique) que l'on peut visiter par un circuit piétonnier.  Des expositions destinées aux jeunes et des animations complètent la visite principale. Site Internet officiel: « http://www.biodome.qc.ca/ »(Archive.org • Wikiwix • Archive.is • Google • Que faire ?) (Site majeur)
- L'Insectarium de Montréal, situé à côté du site du Jardin botanique de Montréal, présente des expositions spéciales et des collections d'insectes vivants et naturalisés.  Site Internet officiel: http://www2.ville.montreal.qc.ca/insectarium/insect.htm (Site majeur)
- Le zoo Écomuseum, situé à Sainte-Anne-de-Bellevue en banlieue de Montréal, présente des animaux sauvage indigènes au Québec[3]. Site Internet officiel: http://www.ecomuseum.ca/
- L'Aquarium de Montréal, un ancien aquarium qui avait ouvert ses portes pour l'Exposition universelle de 1967 et qui a fermé en 1991
- Le jardin Guilbault, un ancien jardin botanique, zoo et parc d'attractions à Montréal au XIXe siècle.

## Région de l'Outaouais
- Le Parc Oméga de Montebello permet de suivre un circuit routier de 10 km qui parcourt un territoire de 1 500 acres (6 km²) aux écosystèmes diversifié (lacs, prairie, vallon, forêt et collines rocailleuses) qui permettent d'observer petits et grands mammifères d'Amérique du Nord ou d'Europe en semi-liberté, en plus de deux sentiers d'interprétation de la forêt d'environ un kilomètre.  Site Internet officiel: http://www.parc-omega.com (Site majeur)

## Région duSaguenay-Lac-Saint-Jean

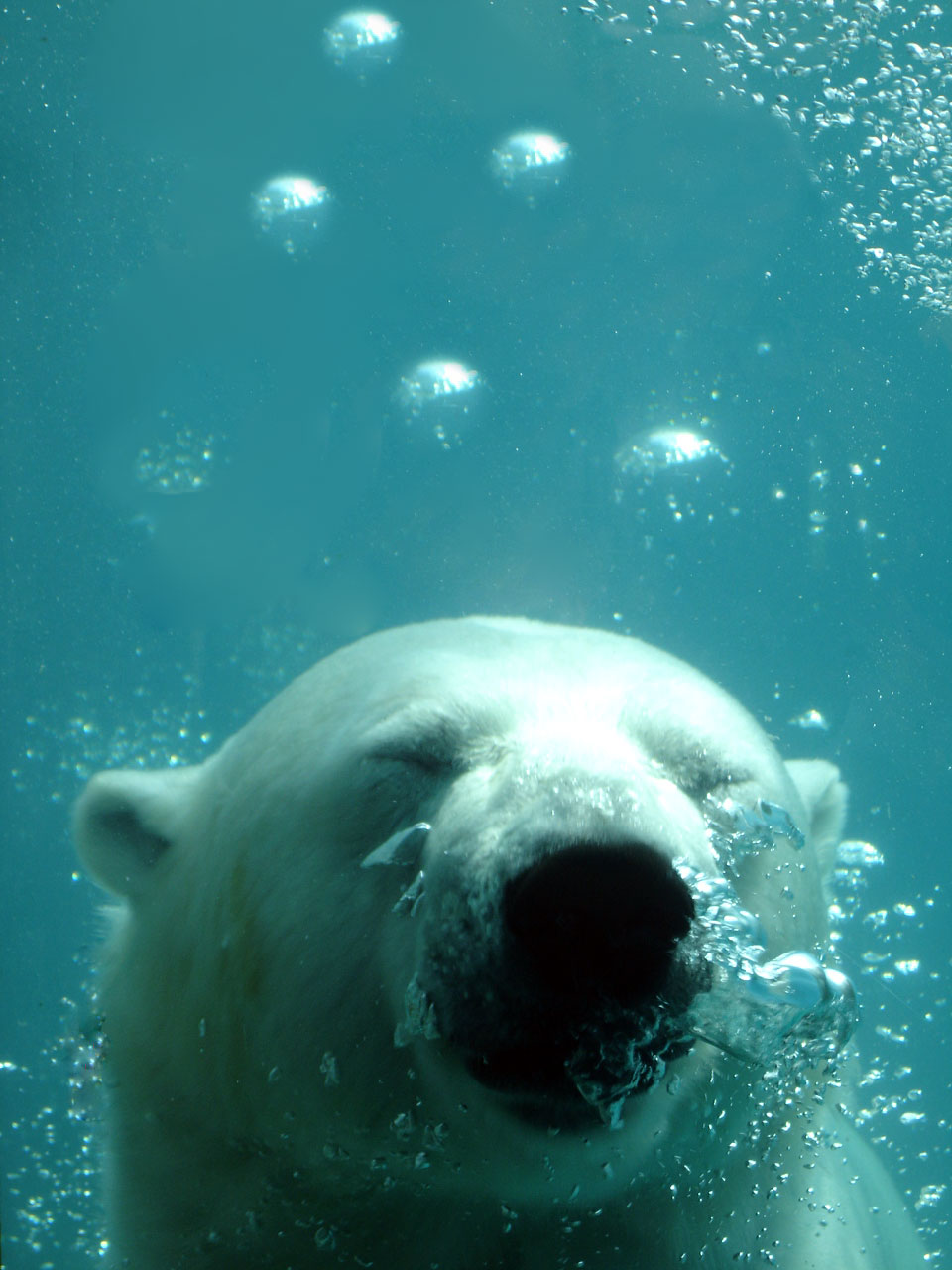
Ours polaire au Zoo sauvage de Saint-Félicien.

- Le Zoo sauvage de Saint-Félicien, comme son nom l'indique, est situé à Saint-Félicien et est consacré à la conservation de la faune boréale. Il est géré par le Centre de conservation de la biodiversité boréale. On peut y visiter des enclos recréant l'environnement naturel des mammifères et oiseaux, ainsi que prendre part à une visite des "Sentiers de la Nature", un train grillagé permettant une visite guidée d'un vaste parc où s'ébattent des animaux en semi-liberté.  Site Internet officiel (site majeur)
- Le zoo de Falardeau, http://www.zoodefalardeau.com/